# Tanganyika African National Union

Flagge der TANU

Die Tanganyika African National Union (TANU) entstand 1953 unter Führung von Julius K. Nyerere, dem späteren Staatspräsidenten von Tanganjika bzw. Tansania, aus der Tanganyika African Association (TAA) und wurde noch im selben Jahr von den UN als „nationale Bewegung“ anerkannt.

## Entwicklung der TANU
Die Tanganyika African Association wurde 1929 gegründet. Bis 1953 war sie ein „Social Club“ für schwarze Beamte in britischem Dienst.
1952 trat Nyerere der Tanganyika African Association bei. Bereits ein Jahr später wurde er Präsident und funktionierte die TAA zu einer politischen Partei um. An der Spitze der Partei konnte Nyerere nun seine Ideen (Ujamaa) konsequenter weiterverfolgen und erstmals auch vor breitem Publikum, etwa der UNO, präsentieren.
Slogan der Tanganyika African National Union wurde Uhuru na umoja (Swahili für „Freiheit und Einheit“), was bis heute Wahlspruch Tansanias ist.
Nachdem Großbritannien 1960 eine beschränkte Selbstregierung zugelassen hatte, errang die Tanganyika African National Union bei den Wahlen einen Sieg. 1961 wurde Nyerere Ministerpräsident Tanganjikas. 1962 wurde Tanganjika zur Republik innerhalb des Commonwealth, mit Nyerere als Präsident und Regierungschef. In den späten 1960er Jahren vollzog Nyerere einen Bruch mit wichtigen Tanganyika-African-National-Union-Aktivisten: Die Minister Michael Kamaliza und Bibi Titi Mohammed waren die prominentesten Opfer dieser Säuberungswelle und wurden in einem Schauprozess verurteilt.
Auf Anregung Nyereres fusionierten 1977 Tanganyika African National Union und die Afro-Shirazi Party (ASP) Sansibars zur Chama Cha Mapinduzi (CCM; Swahili für „Partei der Revolution“).